# Rhynchonema xiamenensis
Rhynchonema xiamenensis is een rondwormensoort uit de familie van de Xyalidae. De wetenschappelijke naam van de soort is voor het eerst geldig gepubliceerd in 2002 door Huang & Liu.